# Verbascum elasigense
Verbascum elasigense är en flenörtsväxtart som beskrevs av Hub.-mor.. Verbascum elasigense ingår i släktet kungsljus, och familjen flenörtsväxter. Inga underarter finns listade i Catalogue of Life.